# 巴爾贊·易卜拉欣·提克里蒂
巴爾贊·易卜拉欣·哈桑·提克里蒂（1951年2月17日—2007年1月15日）是薩達姆·侯賽因同母異父的三位兄弟之一，是伊拉克前情報局長。
1988年，伊拉克政府派他到瑞士日內瓦擔任聯合國代表，直到1998年。2003年4月17日，他被美軍逮捕。2007年1月15日，他和前革命法庭首席法官阿瓦德·班達爾當天凌晨被處死。
在美軍通緝伊拉克政府要員撲克牌中，他名列梅花五。執行絞刑時，他的頸被拉斷，身首異處而死。